# U̲
Cette page contient des caractères spéciaux ou non latins. S’ils s’affichent mal (▯, ?, etc.), consultez la page d’aide Unicode.
U̲, ou U trait souscrit ou U souligné, est un graphème utilisé dans l’écriture du goemai, de l’oneida, du sekani, ou dans l’Orthographe des langues du Gabon et le Rapidolangue au Gabon. Il s’agit de la lettre U diacritée d'un trait souscrit ; trait qui peut s'associer à celui que peut comporter la lettre précédente ou suivante comme si elles étaient soulignées d'un seul trait. Il n’est pas à confondre avec le U̱, U macron souscrit.

## Utilisation
En goemai, ‹ u̲ › représente une voyelle fermée centrale arrondie /ʉ/..
L’Orthographe des langues du Gabon de 1999 recommande d’utiliser le U souligné pour transcrire le son /y/, remplaçant le ‹ ṳ › de l’Alphabet scientifique des langues du Gabon de 1989.
Le système Rapidolangue, aussi utilisé au Gabon, utilise le U souligné pour transcrire le son /y/.
En oneida, ‹ u̲ › représente la forme murmurée de la même voyelle que ‹ u ›, c’est-à-dire une voyelle fermée postérieure arrondie murmurée.

## Représentations informatiques
Le U trait souscrit peut être représenté avec les caractères Unicode suivants :
- décomposé (commandes C0 et latin de base, diacritiques) :

| formes    | représentations | chaînes de caractères | points de code | descriptions                                         |
| --------- | --------------- | --------------------- | -------------- | ---------------------------------------------------- |
| capitale  | U̲               | U◌̲                    | U+0055 U+0332  | lettre majuscule latine u diacritique trait souscrit |
| minuscule | u̲               | u◌̲                    | U+0075 U+0332  | lettre minuscule latine u diacritique trait souscrit |